# Tiếng Umbundu
Tiếng Umbundu hay tiếng Mbundu Nam (nội danh: Bản mẫu:Lang-umb), một trong hai ngôn ngữ Bantu của Angola gọi là Mbundu (xem tiếng Kimbundu), là ngôn ngữ sử dụng rộng rãi nhất tại Angola. Những người nói thứ tiếng này được biết đến với cái tên Ovimbundu và là một nhóm dân tộc chiếm một phần ba dân số Angola. Quê hương của họ là Trung Nguyên Angola và vùng ven biển phía tây của những vùng cao nguyên này, bao gồm các thành phố Benguela và Lobito. Bởi vì sự di cư nội bộ gần đây, hiện tại cũng có những cộng đồng lớn ở thủ đô Luanda và tỉnh lân cận, cũng như ở Lubango.